# Haplophleba parisecta
Haplophleba parisecta är en tvåvingeart som beskrevs av Borgmeier 1967. Haplophleba parisecta ingår i släktet Haplophleba och familjen puckelflugor. Inga underarter finns listade i Catalogue of Life.